# Jane Thornton
Jane Thornton (nacida Jane Rumball, Fredericton, 9 de julio de 1978) es una deportista canadiense que compitió en remo.
Ganó una medalla de oro en el Campeonato Mundial de Remo de 2006, en la prueba de dos sin timonel. Participó en los Juegos Olímpicos de Pekín 2008, ocupando el cuarto lugar en la prueba de ocho con timonel.
Estudió Medicina deportiva en la Universidad de Toronto. Trabaja como profesora asistente en el Centro de Estudios de Medicina Familiar de la Universidad de Ontario Occidental.

## Palmarés internacional
| Campeonato Mundial | Campeonato Mundial | Campeonato Mundial | Campeonato Mundial |
| Año                | Lugar              | Medalla            | Prueba             |
| ------------------ | ------------------ | ------------------ | ------------------ |
| 2006               | Eton (Reino Unido) | Medalla de oro     | Dos sin timonel    |